# Palastmuseum Peking

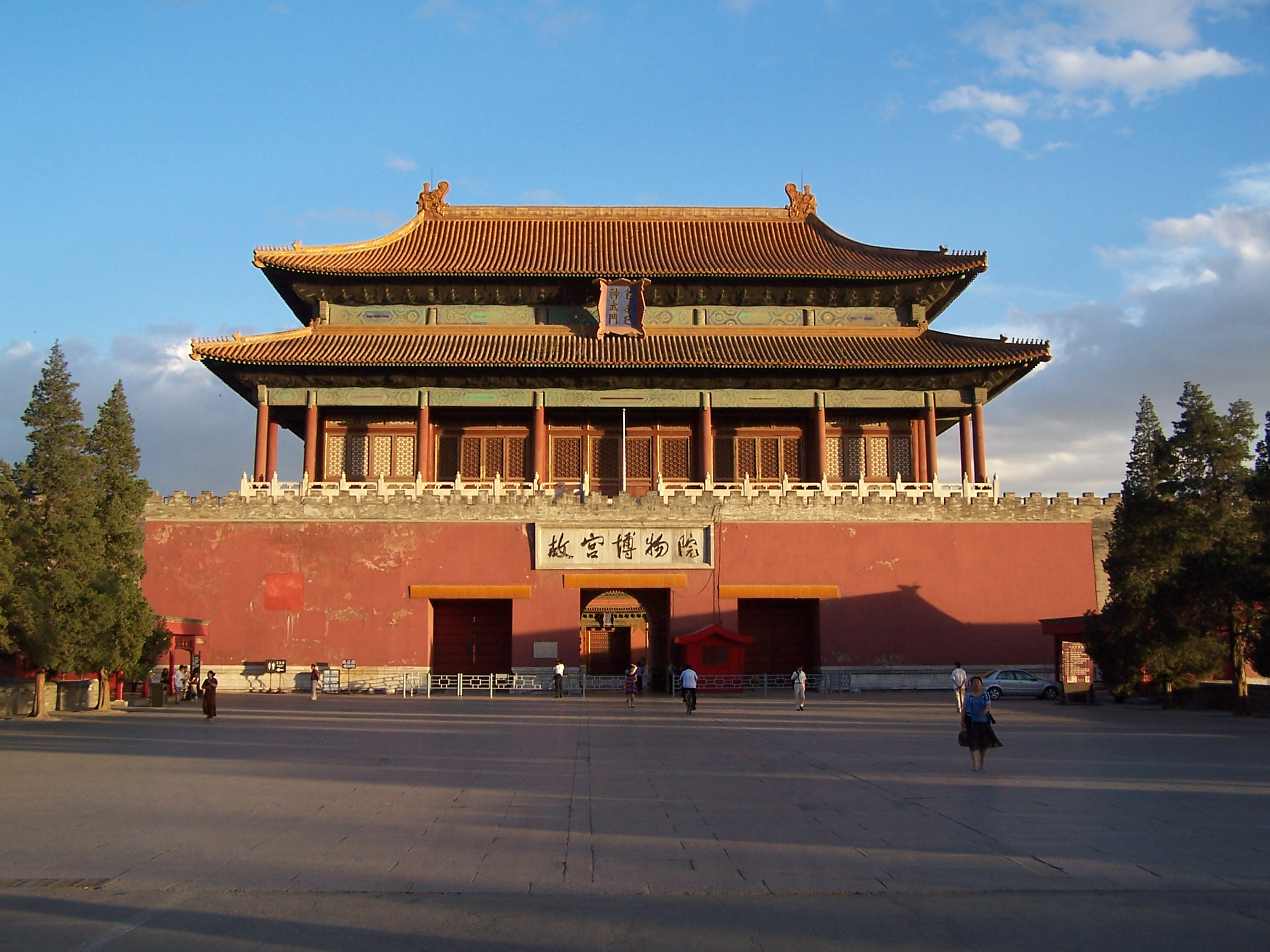
Haupteingang – Palastmuseum

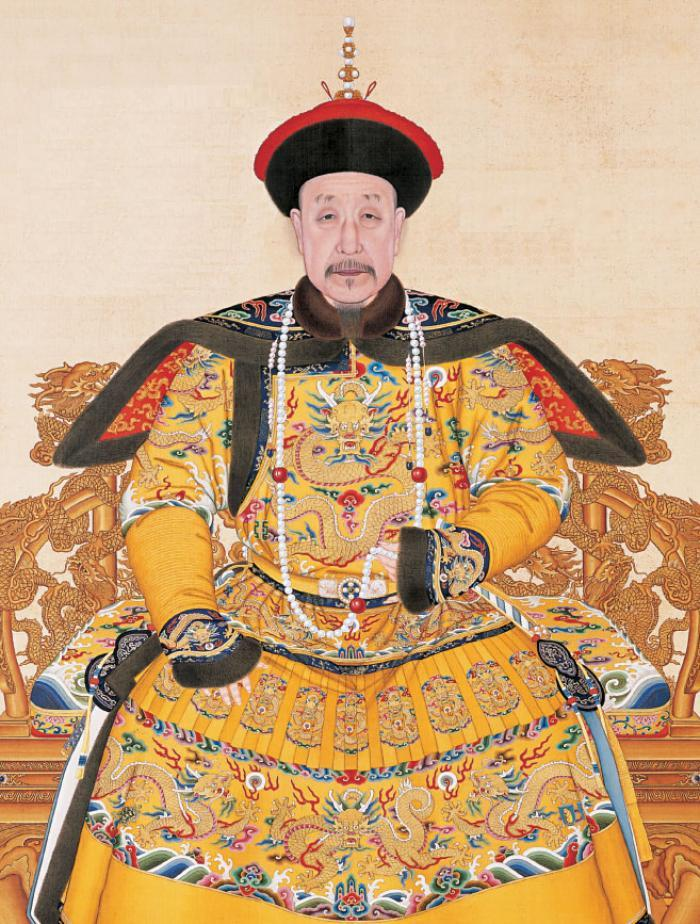
Kaiser Qianlong (1711–1799) in Festkleidung

Das Palastmuseum Peking (chinesisch 北京故宮博物院 / 北京故宫博物院, Pinyin Běijīng Gùgōng Bówùyuàn) ist das bedeutendste Museum der Volksrepublik China. 1925 wurde es in den Gebäuden des ehemaligen Kaiserpalastes eingerichtet. Es enthält wichtige Teile der umfangreichen Kunstsammlung chinesischer Kaiser sowie kostbare Haushalts- und Repräsentationsgegenstände der letzten kaiserlichen Dynastien.

## Das Museum

### Entstehung

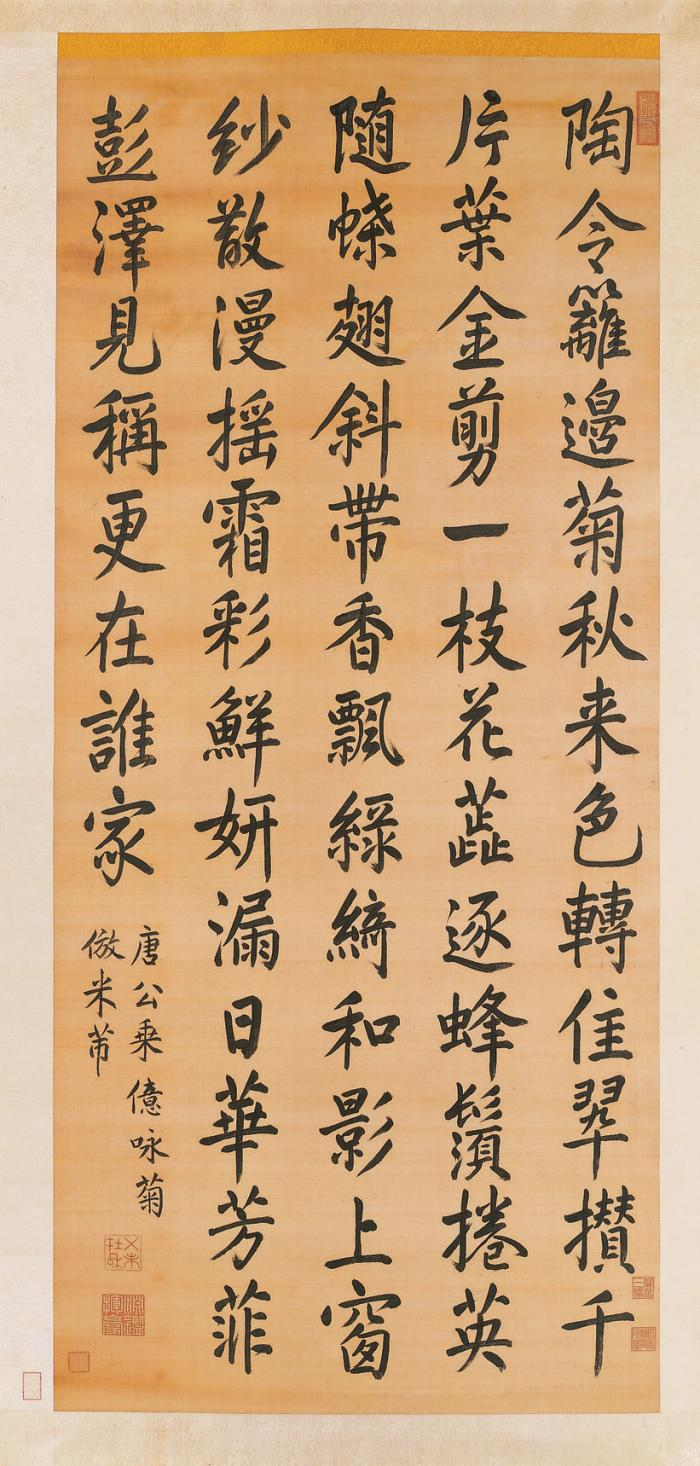
Gedicht zum Lob der Chrysantheme, 1703

Der ausgedehnte Palastbezirk der beiden kaiserlichen Dynastien Ming und Qing wurde zwischen 1406 und 1420 errichtet. Er bedeckt eine Fläche von 72 ha und war aufgeteilt in einen äußeren, offiziellen und einen inneren, privaten Bereich. Im Jahre 1911 rief Sun Yat-sen die Chinesische Republik aus, im darauf folgenden Jahr dankte der Kaiser ab, behielt aber seinen bisherigen Wohnsitz. Die Gebäude des Palastes und die darin aufbewahrten Kunstwerke gingen nach und nach in Staatsbesitz über. Im vorderen Palastbereich wurde 1914 eine ständige Ausstellung eingerichtet – erstmals seit vielen Jahrhunderten waren Kunstschätze der Herrscher allgemein zugänglich.
Puyi, der letzte Kaiser, verließ 1924 endgültig den privaten Bereich des Palastes. In den Jahren zuvor hatte er über 1200 der wertvollsten Kunstwerke verkauft oder verpfändet, um seine Hofhaltung zu finanzieren. Bis heute bemüht sich die Museumsleitung, diese Stücke auf Auktionen zurückzukaufen. 1925 wurde im vormals kaiserlichen Wohnbereich offiziell das Palastmuseum gegründet. Für längere Zeit bestanden in der so genannten „Verbotenen Stadt“ zwei Sammlungen nebeneinander. Beide Museen schlossen sich 1947 zusammen, die Bezeichnung „Palastmuseum“ wurde beibehalten.

### Teilung
1931 waren japanische Truppen im Nordosten Chinas eingefallen, hatten die Mandschurei besetzt und bedrohten den Rest des Landes. Die regierende Nationalpartei Kuomintang unter Chiang Kai-shek beschloss, die bedeutendsten Stücke des Palastmuseums vorsorglich auszulagern. Mehr als 2000 Kisten gelangten auf abenteuerlichen Wegen über Shanghai in die südwestchinesische Stadt Chongqing, die provisorische Hauptstadt. Nach der Niederlage der Japaner im Zweiten Weltkrieg begann erneut der Bürgerkrieg zwischen chinesischen Nationalisten und Kommunisten, der während des Krieges gegen den gemeinsamen Feind unterbrochen war. 1949 mussten die Kuomintang und ihre Anhänger sich auf die Insel Taiwan zurückziehen. Auch die mitgeführten Schätze des Palastmuseums gelangten dorthin.
Als deutlich geworden war, dass eine Wiedervereinigung Chinas nach den Vorstellungen der Nationalchinesen auf absehbare Zeit nicht zu erreichen war, gründeten sie 1965 in Taipeh das „Nationale Palastmuseum“. In Peking wie in Taipeh wurden mehrstöckige, unterirdische Depots neu eingerichtet und umfassende Sicherheitssysteme installiert. Die Direktoren beider Museen stehen im Range von Ministern. Die kaiserlichen Sammlungen dienen auch als Werkzeuge in der ideologischen Auseinandersetzung zwischen der Republik China auf Taiwan und der 1949 gegründeten Volksrepublik China.
Seit dem 2. Juli 2022 existiert neben Peking und Taipeh ein weiteres Palastmuseum in der Sonderverwaltungszone Hongkong.

## Gebrauchsobjekte
Jeder chinesische Kaiser führte verschiedene weltliche und religiöse Titel. Im Laufe eines Jahres musste er einige Dutzend Zeremonien absolvieren, bei denen er entweder im Mittelpunkt der Verehrung stand oder derjenige war, der die Rituale vollzog. Im konfuzianisch geprägten Herrschaftssystem der chinesischen Kaiserzeit hatten solche Riten, insbesondere das Hofzeremoniell, einen hohen Stellenwert. In diesem Rahmen musste die Lebensführung der Kaiser sichtbar prächtig und eindrucksvoll sein. Die Einrichtungs- und Gebrauchsgegenstände im Palast sowie die Kleidungsstücke des Herrschers und der hohen Beamten waren Objekte von höchster Qualität aus der Hand der besten Kunsthandwerker des Landes. Heute sind sie Teil der Museumsbestände.

## Kunstsammlung

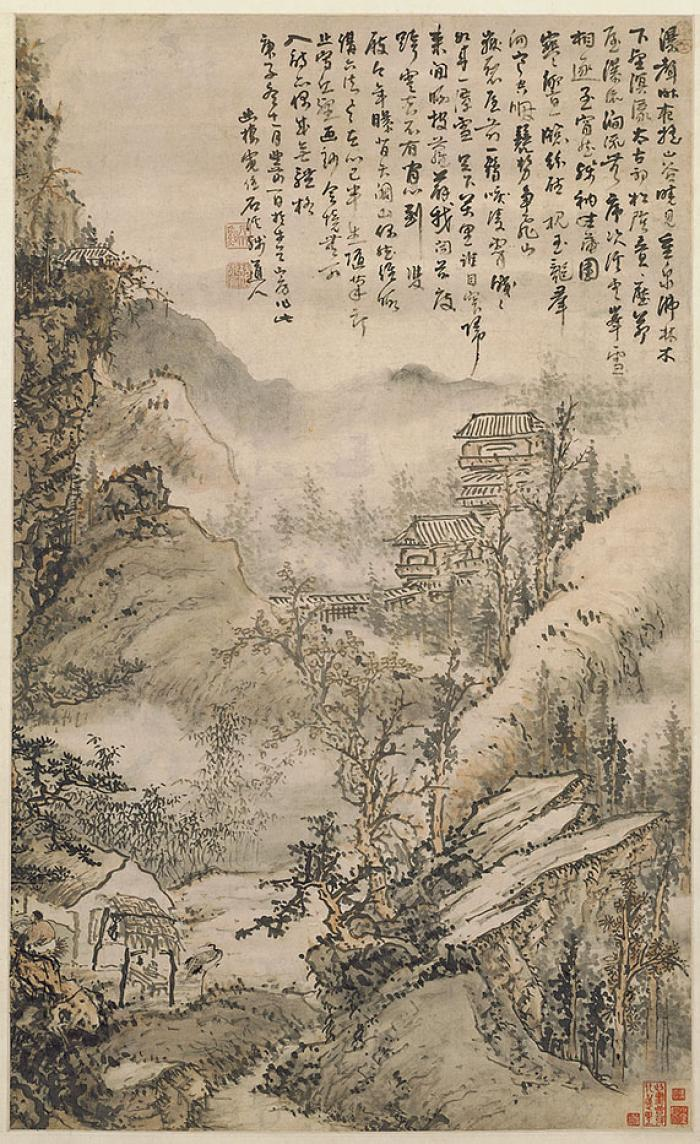
Landschaft nach dem Regen, 1660

Die Geschichte Chinas vermittelt das seltene Bild langfristiger Kohärenz, der Zusammengehörigkeit und Entwicklung kultureller Traditionen über einen langen geschichtlichen Zeitraum hinweg. Keine andere große Kultur des Altertums hat etwas Vergleichbares erreicht. Dazu trug ganz wesentlich bei, dass kostbare Objekte, die man als bedeutsam für die chinesische Identität empfand, beharrlich gesammelt und überliefert wurden – innerhalb bestimmter Familien, besonders aber, und in großem Umfang, durch die Kaiser aller Dynastien seit der Reichseinigung 221 v. Chr.
Zu Beginn ging es nicht um ästhetische Qualität. In der chinesischen Vorstellung erhielt jede Dynastie ein himmlisches Mandat, jeder Kaiser war ein „Sohn des Himmels“, und der Besitz von Ritualgegenständen gehörte zu den Insignien seiner Macht. Nach den Weisungen des Konfuzius sollte der Herrscher aber auch Kunstkenner sein, möglichst selbst Kalligrafie, Malerei und Dichtkunst beherrschen. Also wurde die Sammlung zunehmend durch Objekte ergänzt, deren künstlerische Vollkommenheit zum wesentlichen Kriterium für ihren Erwerb wurde. Große Bestände an Gemälden, Kalligraphien, Porzellangegenständen, Bronzen, Lack- und Emailarbeiten, Tapisserien sowie Holz- und Jadeschnitzereien kamen so zusammen. Zu Beginn seiner Regierungszeit nahm der jeweilige Herrscher die Sammlung demonstrativ in Besitz. Auf Bildern oder Schriftrollen brachte er sein Siegel an und fügte Kommentare oder kalligraphische Ergänzungen hinzu. Während die rituellen Objekte zuvor Garanten eines himmlischen Mandats gewesen waren, wurden die Kunstwerke jetzt zum Zeichen für die berechtigten Ansprüche ihres Besitzers auf die Herrschaft im weltlichen Staat.
Daher wurde dem Schicksal der großen kaiserlichen Sammlungen im Auf und Ab der chinesischen Geschichte große Bedeutung beigemessen. Unter schwachen Herrschern kamen Teile der Bestände abhanden, gelegentlich mussten sogar Hofbeamte mit Kunstwerken bezahlt werden, weil das Geld fehlte. Starke Kaiser waren bemüht, die Sammlung wieder aufzufüllen und so ihre Legitimation zu unterstreichen. Manche Stücke verschwanden vier- bis fünfmal im Lauf der Zeit und kehrten wieder zurück. Der Zustand der kaiserlichen Sammlung war ein recht zuverlässiger Gradmesser für die Stärke der jeweiligen Zentralgewalt. Diese traditionelle Verknüpfung wirkt bis in die heutige Zeit hinein und erklärt zum Teil das besondere Engagement, mit dem Peking und Taipeh in der Frage ihrer Palastmuseen auftreten.

## Film
- Die Dokumentation in der Regie von Bing ZHOU und Huan XU "Inside the Forbidden City" (F, 2006, 47 Min.; engl. u. deutsch) zeigt Aufnahmen zur Geschichte der Sammlungen und den Renovierungsarbeiten der Museumsräume (Verbotene Stadt) in den 1950er und 2000er Jahren.